# پیر بوترو
پیر بوترو (به فرانسوی: Pierre Bottero) رمان‌نویس قرن بیستم میلادی اهل فرانسه بود.